# Liste der britischen Monarchen
Die Liste der britischen Monarchen enthält die souveränen Staatsoberhäupter von Großbritannien seit der Aufhebung der Personalunion zwischen den Königreichen England und Schottland und der Begründung des Einheitsstaats durch den Act of Union im Jahr 1707 bis heute.

## Hintergrund und Vorgeschichte
Seit 1603 bestand zwischen England und Schottland eine Personalunion, indem ein Monarch die Throne beider Königreiche innehatte. Darüber hinaus war der Monarch auch König von Irland, das seit dem hohen Mittelalter mit England in Personalunion verbunden war. Die englisch-schottische Personalunion wurde am 1. Mai 1707 durch den Act of Union von 1707 durch eine Realunion mit dem Namen Königreich Großbritannien ersetzt, das weiterhin mit Irland in Personalunion verbunden blieb. Seit 1714 bestand auch eine Personalunion mit dem deutschen Kurfürstentum Hannover, das 1814 zum Königreich Hannover erhoben wurde und das sich aufgrund verschiedener Erbfolgeregelungen 1837 wieder aus der Union löste.
Der Staatsname des Königreichs änderte sich im Verlauf der Geschichte zweimal. Durch die im Act of Union von 1800 beschlossene Realunion zwischen Großbritannien und Irland wurde am 1. Januar 1801 das Vereinigte Königreich Großbritannien und Irland gegründet. Durch die im Dezember 1922 erfolgte Separation des irischen Freistaates vom Königreich wurde dessen Staatsname 1927 in den bis heute gültigen Namen Vereinigtes Königreich Großbritannien und Nordirland geändert. Die Monarchen blieben noch formell in Personalunion die Staatsoberhäupter des irischen Freistaates, bis sich dieser 1937 als republikanischer Staat definierte und 1949 gänzlich aus dem britischen Commonwealth austrat.
Der Staat wird in der Kurzform offiziell Vereinigtes Königreich (englisch: United Kingdom, kurz: UK) genannt.
Zu den vor dem Einheitsstaat in Großbritannien herrschenden Monarchen, siehe:
- Liste der Herrscher Englands
- Liste der Herrscher Schottlands
- Liste der Herrscher Irlands
- Liste der walisischen Herrscher
- Liste der Herrscher der Isle of Man
- Liste der Könige von Bernicia
- Liste der Könige von Deira
- Liste der Könige von East Anglia
- Liste der Könige von Essex
- Könige von Hwicce
- Liste der Könige von Kent
- Liste der Könige von Lindsey
- Liste der Könige von Mercia
- Liste der Könige von Northumbria
- Liste der Könige von Sussex
- Liste der Könige von Wessex

## Liste der britischen Monarchen

### Haus Stuart(1707–1714)
| Bild | Name (Lebensdaten)                           | Regierungszeit | Regierungsdauer  | Verwandtschaft                                    | Anmerkungen |
| ---- | -------------------------------------------- | -------------- | ---------------- | ------------------------------------------------- | --- |
|      | Anne (* 16. Februar 1665; † 12. August 1714) | 1707–1714      | 7 Jahre, 93 Tage | Tochter von Jakob II./VII. von England-Schottland | Seit 1702 Königin von England, Schottland und Irland. Durch den Act of Union von 1707 erste Königin von Großbritannien, in Personalunion zugleich auch Königin von Irland. Sie überstand in ihrer Regierungszeit die versuchte Invasion ihres Halbbruders James Francis Edward Stuart. |

### Haus Hannover(Welfen) (1714–1901)
| Bild | Name engl. (Lebensdaten)                                                      | Regierungszeit | Regierungsdauer    | Verwandtschaft                                  | Anmerkungen |
| ---- | ----------------------------------------------------------------------------- | -------------- | ------------------ | ----------------------------------------------- | --- |
|      | Georg I. George I Georg Ludwig von Hannover (* 7. Juni 1660; † 22. Juni 1727) | 1714–1727      | 12 Jahre, 315 Tage | Urenkel von Jakob I./VI. von England-Schottland | Herzog von Braunschweig und Lüneburg, seit 1698 Kurfürst von Hannover. Als Sohn der durch den Act of Settlement begünstigten Sophie von der Pfalz konnte er die Thronfolge der Königin Anne antreten. Die Aufstände der Jakobiten setzten sich in seiner Amtszeit fort. Begründete die Personalunion mit Kurhannover. |
|      | Georg II. George II (* 9. November 1683; † 25. Oktober 1760)                  | 1727–1760      | 33 Jahre, 126 Tage | Sohn des Vorgängers                             | Seine Politik überließ er überwiegend seinen Premierministern, wobei er, wie sein Vater, eher auf die Whig-Partei vertraute. Als letzter König war er persönlich bei einem Feldzug seiner Truppen dabei. Er griff in den Österreichischen Erbfolgekrieg und den Siebenjährigen Krieg ein, um eine drohende Eroberung Hannovers zu verhindern. Unter seiner Herrschaft wurde 1752 auch der Wechsel vom Julianischen zum Gregorianischen Kalender durchgeführt. Er bekämpfte außerdem erfolgreich den Entthronungsversuch von „Bonnie Prince Charlie“, einem Enkel Jakobs II. |
|      | Georg III. George III (* 4. Juni 1738; † 29. Januar 1820)                     | 1760–1820      | 59 Jahre, 97 Tage  | Enkel des Vorgängers                            | Unter ihm verlor Großbritannien dreizehn seiner nordamerikanischen Kolonien (Vereinigte Staaten von Amerika). Durch den Act of Union von 1800 wurde er 1801 zum König des „Vereinigten Königreichs Großbritannien und Irland“ und 1814 auch zum König von Hannover. Litt im Alter unter einer Geisteskrankheit und wurde seit 1811 durch seinen ältesten Sohn in der Regentschaft vertreten. |
|      | Georg IV. George IV (* 12. August 1762; † 26. Juni 1830)                      | 1820–1830      | 10 Jahre, 149 Tage | Sohn des Vorgängers                             | War seit 1811 Regent für seinen Vater. Sein skandalöses Privatleben und seine gescheiterte Ehe wurden ihm schwer angerechnet, Extravaganz und massive Schuldenwirtschaft machten ihn weiter unbeliebt. Er bekämpfte Aufstände und freiheitliche Gedanken im Zuge der Französischen Revolution. In seine Regentschaftszeit fielen der Britisch-Amerikanische Krieg und der Wiener Kongress. Trotz anfänglicher Widerstände gegen seine Herrschaft, die sich in öffentlicher Sympathie für seine geschiedene Gattin Caroline, zeigte, verstand er es im Alter durch Reisen nach Irland, Hannover und Schottland, dort Sympathien für die englische Königsherrschaft zu wecken. 1829 stimmte er nach langem Widerstand der Gleichstellung der Katholiken zu.             |
|      | Wilhelm IV. William IV (* 21. August 1765; † 20. Juni 1837)                   | 1830–1837      | 6 Jahre, 360 Tage  | Bruder des Vorgängers                           | Er reformierte die Verwaltung Englands und Hannovers, Parlamentsreformen durch die Regierung der liberalen Whigs und die Erneuerung der veralteten Ständeordnung prägten seine Regierungszeit. Nach seinem Tod endete die Personalunion zwischen Großbritannien und dem Königreich Hannover, da das Erbrecht Hannovers eine Frau auf dem Thron verbot. |
|      | Viktoria Victoria (* 24. Mai 1819; † 22. Januar 1901)                         | 1837–1901      | 63 Jahre, 217 Tage | Nichte des Vorgängers                           | In dem nach ihr benannten Viktorianischen Zeitalter erlebte das britische Kolonialreich (British Empire) seinen politischen, kulturellen und wirtschaftlichen Höhepunkt. Ihre außergewöhnlich lange Regierungszeit (die zweitlängste eines britischen Monarchen nach Elisabeth II.) war durch die Entwicklung Großbritanniens zu einer konstitutionellen Parteiendemokratie und dem damit verbundenen Machtverlust der Monarchie geprägt. Die Revolution von 1848/49 überstand das Land weitgehend unbeschadet. Als Großmutter Europas bemühte sich Victoria um Frieden zwischen den Ländern, deren Herrscher alle mehr oder weniger von ihr abstammten. 1876 wurde sie zur Kaiserin von Indien gekrönt. Sie war verheiratet mit Albert von Sachsen-Coburg und Gotha. |

### Haus Windsor(seit 1901, bis 1917 Saxe-Coburg and Gotha)
| Bild | Name engl. (Lebensdaten)                                           | Regierungszeit      | Regierungsdauer             | Verwandtschaft         | Anmerkungen |
| ---- | ------------------------------------------------------------------ | ------------------- | --------------------------- | ---------------------- | --- |
|      | Eduard VII. Edward VII (* 9. November 1841; † 6. Mai 1910)         | 1901–1910           | 9 Jahre, 105 Tage           | Sohn der Vorgängerin   | Trotz seines ausschweifenden Lebenswandels in seiner Zeit als „ewiger Thronfolger“ war er im Volk sehr populär. Durch geschickte Diplomatie führte er Großbritannien aus seiner Isolation heraus und legte den Grundstein für die Entente cordiale und deren Ausweitung zur Triple Entente. Außerdem trieb er den Aufbau der British Army voran und wurde durch den Empfang einer indianischen Delegation aus Kanada bekannt. Nach ihm wurde die Edwardian Era und die Edward-VII-Halbinsel benannt. |
|      | Georg V. George V (* 3. Juni 1865; † 20. Januar 1936)              | 1910–1936           | 25 Jahre, 260 Tage          | Sohn des Vorgängers    | Aufgrund der antideutschen Stimmung während des Ersten Weltkriegs (1914–1918) wurde 1917 der Name der königlichen Dynastie in Haus Windsor geändert. 1922 verließ der Irische Freistaat das Vereinigte Königreich, worauf der Staatsname 1927 in „Vereinigtes Königreich von Großbritannien und Nordirland“ geändert wurde. Im Statut von Westminster von 1931 wird die Gründung des Commonwealth of Nations beschlossen, welches das britische Kolonialreich ablöst.                                |
|      | Eduard VIII. Edward VIII (* 23. Juni 1894; † 28. Mai 1972)         | 1936                | 327 Tage                    | Sohn des Vorgängers    | Wurde nie gekrönt und dankte bereits am 11. Dezember 1936 wieder ab, um die bürgerliche US-Amerikanerin Wallis Simpson heiraten zu können. Führte anschließend den Titel Duke of Windsor. |
|      | Georg VI. George VI (* 14. Dezember 1895; † 6. Februar 1952)       | 1936–1952           | 15 Jahre, 58 Tage           | Bruder des Vorgängers  | Zweiter Weltkrieg (1939–1945). Indien wurde 1947 in die Unabhängigkeit entlassen; die Republik Irland verließ 1949 das britische Commonwealth. |
|      | Elisabeth II. Elizabeth II (* 21. April 1926; † 8. September 2022) | 1952–2022           | 70 Jahre, 214 Tage          | Tochter des Vorgängers | Sie war verheiratet mit Philip, Duke of Edinburgh, der im April 2021 im Alter von 99 Jahren starb. Im September 2015 übertraf sie Königin Victoria als Monarch mit der längsten Regierungszeit in der britischen Geschichte. 1997 vollzog sich unter ihr nach 390 Jahren das Ende des Britischen Weltreichs. |
|      | Karl III. Charles III. (* 14. November 1948)                       | seit 2022 amtierend | bisher 2 Jahre und 294 Tage | Sohn der Vorgängerin   | Charles III. bestieg den Thron mit 73 Jahren, in einem höheren Alter als jeder britische Monarch vor ihm. |

## Thronfolger
Der derzeitige Kronprinz (englisch: Heir apparent) und damit designierter Erbe des britischen Throns ist William, Prince of Wales (* 21. Juni 1982). Die Stellung als Thronfolger hat er seit der Thronbesteigung seines Vaters, König Charles III., im Jahr 2022 inne.